# Сип
Сип (Gyps) — рід хижих птахів родини яструбових (Accipitridae) ряду Соколоподібні (Falconiformes).
Номенклатурне зауваження: українська назва гриф повністю відповідає латинській (Gyps) та англійській (Griffon) назвам цих птахів. Однак, оскільки в українській (та російській) мовах один з видів традиційно називають сипом білоголовим, тому так був названий рід. Хоча з етимологічного погляду це не доцільно.

## Загальна характеристика
Довжина тіла 80-110 см, маса 6-11 кг. Оперення від темно-бурого до піщано-жовтого. Великі птахи з неопереними, вкритими лише білуватим або сірим пухом головою та шиєю. Дзьоб довгий, масивний. Характерна особливість — великий об'єм шлунку та вола.
Поширені у південних районах Європи, Азії та Африки. У торних та арідних областях. Гніздяться невеликими групами або чималими колоніями (до 50-100 пар і більше) на скельних карнизах та в нішах, дуже рідко на деревах. У кладці 1 біле яйце. Насиджування триває 1,5 місяці.
Живляться падлом, яке поїдають групами (до 50-100 птахів), відносяться до некрофагів. При живленні трупами неминучі контакти з гнильними та хвороботворними бактеріями, однак для їхньої нейтралізації у сипів виробляється підвищена кислотність шлункового соку. Після їжі птахи прагнуть викупатися та висушити оперення під променями сонця. У пошуках їжі щоденно долають великі відстані (до 300—400 км), уміло використовуючи при цьому висхідні потоки нагрітого повітря терміки.

## Систематика
Рід нараховує 7 видів:
- Сип африканський (Gyps africanus)
- Сип бенгальський (Gyps bengalensis)
- Сип капський (Gyps coprotheres)
- Сип білоголовий (Gyps fulvus)
- Кумай (Gyps himalayensis)
- Сип індійський (Gyps indicus)
- Сип плямистий (Gyps ruppellii)